# 김성연 (유도 선수)
김성연(金省然, 1991년 4월 12일 ~ )은 대한민국의 유도 선수이다. 2013년 세계 유도 선수권 대회에서 –70kg급 동메달을 획득했다.